# Intel Core 2

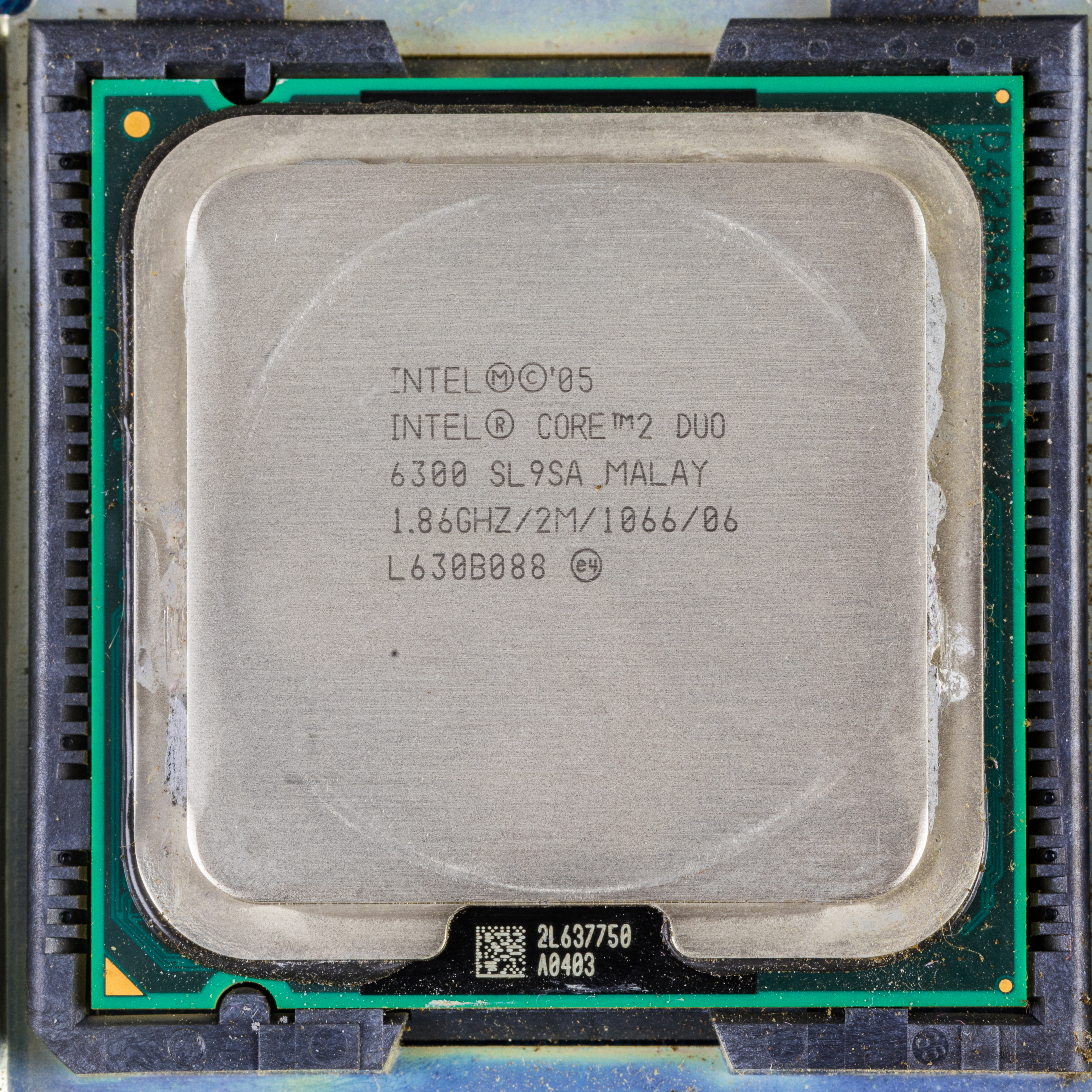
Intel Core 2 Duo E6300 «Conroe»

Core 2 — este cea de-a opta generație a arhitecturii bazate pe microprocesoare Intel x86, bazată pe o arhitectură complet nouă a procesorului. Este descendentul microarhitecturii NetBurst, care a construit majoritatea microprocesoarelor Intel încă din anul 2000. Începând cu Core 2, Intel abandonează marca Pentium, care a fost folosită începând cu 1993. În plus, seriile de dispozitive mobile și de birou (împărțite în Pentium M și Pentium 4 în 2003) sunt acum reunite.
Primele procesoare Core 2 sunt prezentate oficial pe 27 iulie 2006. La fel ca și predecesorii lor procesoarele Intel Core, ele sunt împărțite în Solo (single core), Duo (dual-core), Quad (quad-core) și Extreme (multi- sau multi-core cu viteză mare și fără deblocare). Procesoarele au primit următoarele nume de cod: Conroe (pentru sistemele de acasă), Merom (pentru computerele portabile), Kentsfield (Conroe cu patru nuclee) și Penryn (Merom, executate pe proces de 45 nanometri). Deși procesoarele Woodcrest se bazează de asemenea, pe arhitectura Core, acestea sunt disponibile sub marca Xeon. Din decembrie 2006, toate procesoarele Core 2 Duo sunt fabricate din plăci de 300 de milimetri la fabrica Fab 12 din Arizona, SUA și la Fab 24-2 în County Kildare, Irlanda.
Spre deosebire de arhitectura procesoarelor NetBurst (Pentium 4 și Pentium D), în arhitectura Core 2, accentul nu a fost pus pe creșterea frecvenței, ci pe îmbunătățirea altor parametri ai procesorului, cum ar fi cache-ul, eficiența și numărul de nuclee. Puterea acestor procesoare este semnificativ mai mică decât colecția calculatoarelor de masă Pentium. Cu un TDP de 65 W, procesorul Core 2 a avut cea mai mică disipare de putere a tuturor calculatoarelor de birou disponibile, incluzând nucleele Prescott (Intel) cu un TDP de 130 W și nuclee San Diego (AMD) cu un TDP de 89 W.
Caracteristicile principale ale procesoarelor Core 2 includ: suportă arhitectura EM64T, tehnologie pentru suportul mașinilor virtuale xander Vanderpool, bit NX, un set de instrucțiuni SSSE3. În plus, au fost implementate mai întâi următoarele tehnologii: tehnologia LaGrande, tehnologia SpeedStep îmbunătățită (EIST) și tehnologia Active Management Technology (iAMT2). 

## Procesoare

### Conroe
Primele nuclee de procesoare Core 2 Duo, codificate Conroe și Allendale, au fost introduse pe 27 iulie 2006. Aceste procesoare sunt create folosind a 65-lea proces tehnologic în industria electronică și au fost concepute pentru calculatoare de masă, înlocuind liniile Pentium 4 și Pentium D. Intel a declarat că Conroe oferă o performanță cu 40% mai mare, cu un consum de energie mai mic de 40% comparativ cu Pentium D. Toate procesoarele Conroe au 4 MB de cache L2, cu toate acestea, jumătate din cache-ul L2 este dezactivat pentru procesoarele E6300 și E6400, astfel că sunt disponibile numai 2 MB pentru utilizarea lor.